# Dittelbrunn
Dittelbrunn – miejscowość i gmina w Niemczech, w kraju związkowym Bawaria, w rejencji Dolna Frankonia, w regionie Main-Rhön, w powiecie Schweinfurt. leży na północ od Schweinfurtu.

## Dzielnice
W skład gminy wchodzą następujące dzielnice: Dittelbrunn, Hambach, Holzhausen i Pfändhausen

## Zabytki i atrakcje
- ratusz
- kościół parafialny pw. św. Rotchy (St. Rochus)
- kościół parafialny pw. Bożej Rodzicielki Maryi (Maria Geburt) w dzielnicy Hambach
- Muzeum Kolarstwa w ratuszu (Radrennsportmuseum)

## Osoby urodzone w Dittelbrunn
- Ludwig Geyer (1904-1992), kolarz